# گارگین آقابابوف
گارگین هاروتیونی آقابابوف (ارمنی: Գարեգին Հարությունի Աղաբաբով؛  زادهٔ ۱۹ سپتامبر ۱۸۹۴ - درگذشته ۷ اوت ۱۹۶۰) مهندس اهل ارمنستان بود.

## زندگی‌نامه
وی در ۱۹ سپتامبر ۱۸۹۴ در تفلیس به دنیا آمد و از دانشگاه اقتصاد پلخانف روسیه (۱۹۳۰) فارغ‌التحصیل گشت. همچنین برندهٔ جوایزی همچون نشان جنگ میهنی (درجه یک)، نشان پرچم سرخ کار و نشان ستاره سرخ شده‌است. وی در ۷ اوت ۱۹۶۰ در سن ۶۵ سالگی در مسکو درگذشت.